# Lithobius dudichi
Lithobius dudichi är en mångfotingart som beskrevs av Imre Loksa 1947. Lithobius dudichi ingår i släktet Lithobius och familjen stenkrypare.
Artens utbredningsområde är Rumänien. Inga underarter finns listade i Catalogue of Life.